# Concord (New Hampshire)
Concord is de hoofdstad van New Hampshire, een staat in de Verenigde Staten. Bij de volkstelling van 2000 had het 40.687 inwoners.
Concord is een kleine plaats, waar het staatsbestuur vrijwel de enige bezigheid vormt. De binnenstad bestaat eigenlijk alleen maar uit één straat, Main Street, waar ook het parlementsgebouw van de staat New Hampshire aan ligt, het State House.
De enige universiteit voor rechtenstudie in New Hampshire, het Franklin Pierce Law Center, is in de stad gevestigd.
Concord ligt aan de Merrimack Rivier, die ten noorden van Boston in de Atlantische Oceaan uitmondt.

## Geschiedenis
Het gebied werd al duizenden jaren bewoond door indianen. Het brede dal van de Merrimack met zijn vruchtbare grond en de goede verbinding over de rivier naar Boston, trok Britse kolonisten uit Massachusetts aan, die er in 1725 een nederzetting vestigden die uitgroeide tot het huidige Concord. In het vervolg van de 18e eeuw ontwikkelde het zich tot een belangrijke plaats. Toen na de Amerikaanse Revolutie in 1808 New Hampshire een staat werd, was Concord door zijn centrale ligging de logische keuze om het tot hoofdstad van de nieuwe staat te verklaren. Het in 1819 gebouwde State House is het oudste parlementsgebouw van een Amerikaanse staat, dat nog steeds voor parlementszittingen wordt gebruikt.

## Geografie
Concord ligt op 43°13'12" noorderbreedte en 71°32'57" westerlengte. Het hoogste punt ligt 262 meter boven zeeniveau.
De stad heeft een oppervlakte van 174,9 km².

## Bezienswaardigheden
- State House, het parlementsgebouw van de staat New Hampshire
- Christa McAuliffe Planetarium, genoemd naar de lerares uit Concord, die om het leven kwam bij de ramp met de Spaceshuttle Challenger in 1986.

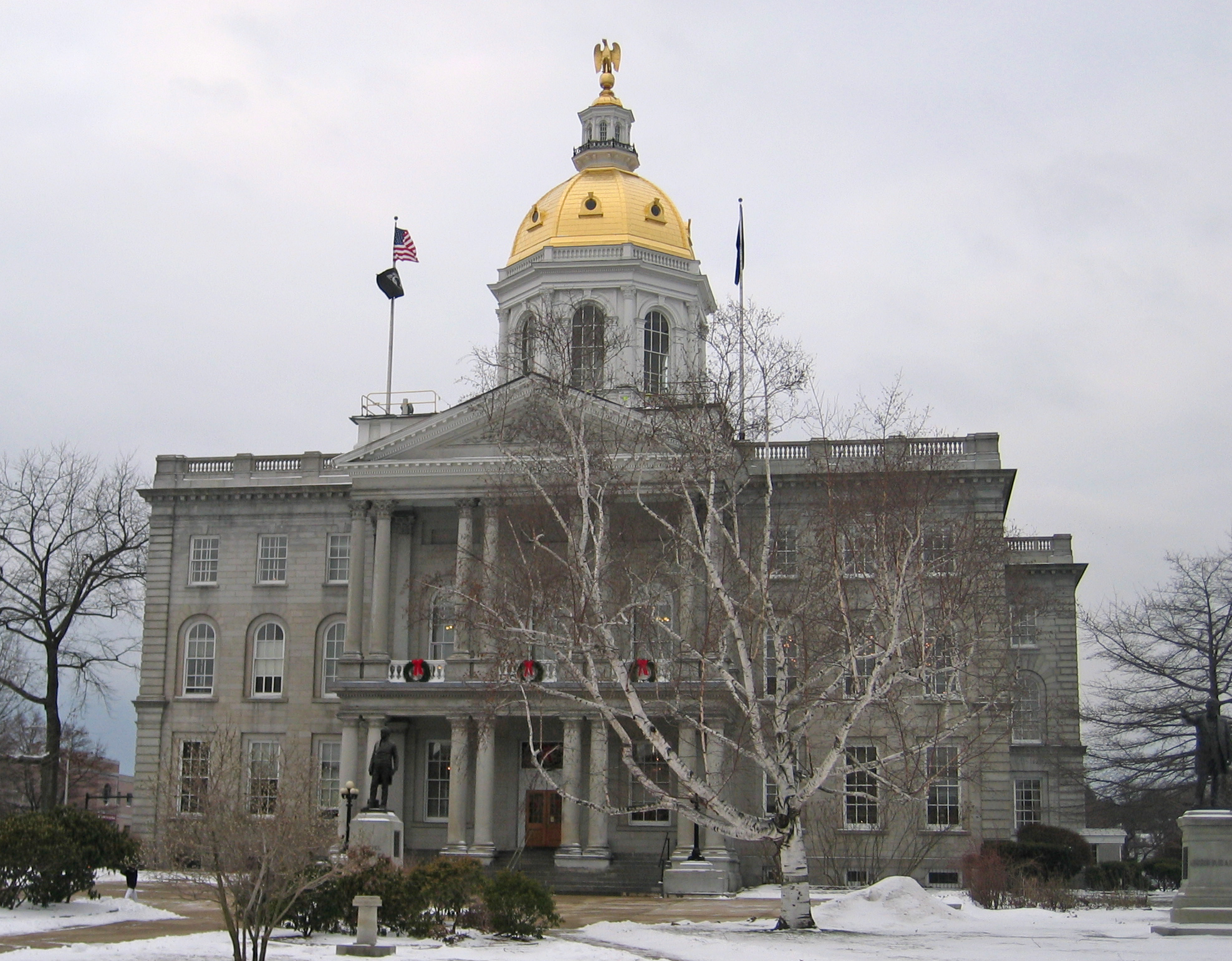
New Hampshire State House

## Plaatsen in de nabije omgeving
De onderstaande figuur toont nabijgelegen plaatsen in een straal van 24 km rond Concord.

## Bekende inwoners van Concord

### Geboren
- Mark Levine (1938-2022), jazzpianist, -trombonist, -componist, auteur en pedagoog
- Keri Lynn Pratt (1978), actrice

### Overleden
- Franklin Pierce (1804-1869), 14e president van de Verenigde Staten

### Woonachtig (geweest)
- Benjamin Thompson (1753-1814), uitvinder, natuurfilosoof en sociaal hervormer
- Christa McAuliffe (1948-1986), lerares en astronaut